# Mas la Vila (Olost)
El Mas la Vila o Mas de la Vilaés una masia al terme d'Olost (Lluçanès) inclosa a l'Inventari del Patrimoni Arquitectònic de Catalunya.

## Arquitectura
Edifici de planta irregular orientat a migdia amb teulada a dues vessants. La construcció originària data de finals del segle xvii i principis del XVIII, havent-se fet l'última renovació l'any 1957.
Hi ha una gran era i una cabana del 1900 i una masoveria del 1858.
A l'interior la sala conserva un ric i antic mobiliari. A la façana posterior hi ha una galeria porxada amb arcs de mig punt a nivell del primer pis.
Darrera la casa hi ha una capella dedicada a Sant Gil i també un pou cisterna.

## Història
El 22 de maig de 1384, Bartomeu de Vila d'Olost és citat en un deute que ha contret amb el rector de Sant Boí.